# フローレス (1999年の映画)
『フローレス』（Flawless）は、1999年のアメリカ映画。

## ストーリー
ニューヨークのとあるアパート。そこに住む元警官のウォルトは保守的な性格だったため、同じくそこに住んでいるドラァグクイーンのラスティとは口喧嘩ばかりしていた。そんなある日、マフィアのチンピラが組織の金を盗んで逃げてくる。チンピラは恋人と共にラスティの部屋に隠れるも、すぐに組織の手下に発見され、銃撃戦の末に射殺されてしまう。一方この銃撃戦の際、現場に向かおうとしたウォルトは脳卒中で倒れてしまい、右半身が麻痺してしまう。これによりウォルトは自殺を考えるほど絶望するのだった。そんな彼に医師たちは、言語回復のリハビリのために歌を習うことを勧める。そこでウォルトは、ラスティに歌を教えてくれるよう頼む。こうして二人の歌のレッスンは始まる。そして、それまで仲違いしていた二人の絆は次第に深まっていくのだが、彼らに組織の魔の手が忍び寄っていた。

## キャスト
役名： 俳優（ソフト版日本語吹き替え）
- ウォルト・クーンツ：ロバート・デ・ニーロ（玄田哲章）
- ラスティ：フィリップ・シーモア・ホフマン（山路和弘）
- レナード：バリー・ミラー（梅津秀行）
- ミスターZ：ルイス・サガー（田原アルノ）
- ジャッコ：クリス・バウアー（谷昌樹）
- ヴァンス：シーク・マハメッド＝ベイ（乃村健次）
- トミー：スキップ・サダス（仲野裕）

- スピバック：ミーナ・バーン（滝沢ロコ）
- カレン：ワンダ・デ・ジーザス（寺内よりえ）
- ティア：ダフネ・ルービン＝ヴェガ（安藤麻吹）
- ジョン：ジョン・ドーマニアン（宝亀克寿）
- カーマイン：リッチー・ラモンターニュ（田中完）
- グレース：ナショーム・ベンジャミン（山野井仁）
- チャチャ：ウィルソン・ジャメイン・ヘレディア（三宅健太）
- アイヴァナ：スコット・アレン・クーパー（川村拓央）
- ポゴ：ロリー・コクレーン（佐々木健）
- ソニー：ジョン・エノス（遠藤純一）
- ヌーナン：ジュード・チッコレラ（金子由之）
- レイモンド：ヴィンセント・ラレスカ（志村知幸）
- アンバー：カリーナ・アロヤーヴ（杉本ゆう）
- クリスタル：ペニー・バルフォー（浅川悠）
- サリー：ミシェル・ロビンソン（園田恵子）
- ターシャ：ウィンター・B・ウラリク（小池亜希子）
- レイブン：レイブン・O（斉藤瑞樹）

## スタッフ
- 監督・脚本：ジョエル・シュマッカー
- 製作：ジェーン・ローゼンタール
- 撮影：デクラン・クイン
- 音楽：ブルース・ロバーツ
- 編集：マーク・スティーヴンス